# Ugo Pozza
Ugo Pozza (Asolo, 19 settembre 1907 – Alessandria d'Egitto, 4 luglio 1940) è stato un aviatore e militare italiano, pilota delle specialità bombardamento, partecipò alla seconda guerra mondiale dove si distinse particolarmente come comandante della 67ª Squadriglia dell'11º Stormo Bombardamento Terrestre. Decorato di Medaglia d'oro concessa alla memoria, tre Medaglie d'argento e una Croce di guerra al valor militare.

## Biografia
Nacque a Asolo il 19 settembre 1906, ed entrò nella Regia Aeronautica nel 1928, venendo promosso sottotenente di complemento nel giugno 1930. Dopo aver militato nel 21º Stormo Bombardamento Terrestre, fu posto in congedo. Rientrò in servizio nel 1935, combattendo in Africa Orientale Italiana in seno al 9º Stormo B.T. durante la guerra d'Etiopia, e nelle successive operazioni di grande polizia coloniale.  Rientrato in Patria con il grado di capitano, e decorato con una Medaglia d'argento al valor militare, assunse il comando della 67ª Squadriglia dell'11º Stormo B.T., equipaggiata con i nuovi bombardieri Savoia-Marchetti S.79 Sparviero. L'entrata in guerra del Regno d'Italia, il 10 giugno 1940, lo vide comandante della sua squadriglia, in seno al 34º Gruppo B. T. di stanza a Ragusa-Comiso, allora al comando del maggiore Vittorio Cannaviello. Popo dopo lo scoppio del conflitto il gruppo fu trasferito ad operare nel settore dell'Egeo, ed egli fu nuovamente decorato con una Medaglia d'argento al valor militare per il coraggio dimostrato in azione. Il 4 luglio il suo aereo partecipò, insieme ad altri 9 bombardieri Savoia-Marchetti S.79 Sparviero, ad un'incursione su Alessandria d'Egitto. Il suo velivolo fu pesantemente colpito dalla reazione nemica, ed egli venne mortalmente ferito mentre sparava con una mitragliatrice, da una raffica tirata da un caccia Gloster Gladiator del No. 80 Squadron della Royal Air Force basato ad Amrya.  Alla sua memoria gli fu concessa dapprima una Croce di guerra al valor militare, successivamente tramutata in Medaglia d'oro con la stessa motivazione.

### Annotazioni
1. ↑  Divenuto tenente colonnello Cannaviello cadde in combattimento, venendo decorato con la Medaglia d'oro al valor militare alla memoria. È uno degli aviatori italiani più decorati di tutti i tempi.
2. ↑  Anche il sergente maggiore Armando Di Tullio rimase ucciso, e fu poi decorato Medaglia d'oro al valor militare alla memoria.

### Fonti
1. 1 2 3 4 5 6 7  Mattioli 2013, p. 34.
2. 1 2 3 4 5 6 7 8 9  Ufficio Storico dell'Aeronautica Militare 1969, p. 237.
3. ↑  Håkan Gustavsson, Ludovico Slongo, Desert Prelude, Early Clashes June-November 1940, Stratus s.c. 2010 - ISBN 978-83-894-5052-4.
4. ↑  Bollettino Ufficiale 1943, dispensa 23, registrato alla Corte dei conti addì 6 maggio 1941, registro n.25 Aeronautica, foglio n.88.